# Marsciano
Marsciano là một đô thị ở Tỉnh Perugia trong vùng Umbria, có khoảng cách khoảng 25 km về phía nam của Perugia. Tại thời điểm ngày 31 tháng 12 năm 2004, đô thị này có dân số 17.148 người và diện tích là 161.6 km².
Đô thị Marsciano có các frazioni (các đơn vị cấp dưới, chủ yếu là các làng) Badiola, Cascina, Castello delle Forme, Castiglione della Valle, Cerqueto, Cerro, Compignano, Marsciano Stazione, Mercatello, Migliano, Monte Vibiano Vecchio, Morcella, Olmeto, Pallotta, Papiano, Pieve Caina, San Biagio della Valle, San Valentino della Collina, Sant'Apollinare, Sant'Elena, Schiavo, Spina, Via Larga, và Villanova.
Marsciano giáp các đô thị: Collazzone, Deruta, Fratta Todina, Perugia, Piegaro, San Venanzo, Todi.

## Notable People
- Birthplace of former Italian football World Champion Giancarlo Antognoni.